# Medicin.dk
medicin.dk er et videnskabeligt, opslagsværk, der indeholder information om medicin, sygdomme og behandling. medicin.dk udgives af Dansk Lægemiddel Information A/S. Lægemiddelinformationen på medicin.dk er den mest anvendte lægemiddelinformation i Danmark. Den bruges bredt på flere hospitaler og sygehuse, i kommuner, på apoteket.dk, netdoktor.dk og på flere patientforeningers hjemmesider.
medicin.dk har ca. fire millioner sidevisninger fordelt på ca. en million besøg om måneden (april 2011).
Redaktionen, lægelige eksperter og medicinske selskaber sikrer, at lægemiddelinformationen på medicin.dk beskriver den gældende praksis i Danmark. Mere end 400 lægefaglige eksperter er tilknyttet hjemmesiden.

## Indhold
Medicin.dk henvender sig både til  personer uden sundhedsfaglig baggrund og professionelle.
På undersiden min.medicin.dk henvender sig til patienter, pårørende og andre interesserede borgere, der ikke nødvendigvis har nogen sundhedsfaglig baggrund. På hjemmesiden beskrives medicin på det danske marked. Hvert lægemiddel har sin egen side, hvor man bl.a. kan læse, hvad medicinen bruges til, hvordan den virker, og hvilke bivirkninger man kan få, hvis man bruger medicinen. 
Opslagsværket indeholder også beskrivelser af mere end 200 sygdomme, og hvordan de behandles. De fleste sygdomsbeskrivelser indeholder pædagogiske animationer, tegninger eller fotografier.
På undersiden min.medicin.dk er der løbende fokus på forskellige områder af sygdomme, fx astma, sukkersyge (diabetes) og forhøjet blodtryk. Temaerne udbygges med film, slideshows, artikler, quizzer m.m. afhængigt af, hvad temaet handler om.
Hvis man har fundet en tablet, man ikke ved, hvad indeholder, så kan man også finde ud af de på hjemmesiden. Man kan fx søge på tablettens farve, figur, tekst eller tal og på om den fx har delekærv.
pro.medicin.dk henvender sig til sundhedsfagligt personale; læger, farmaceuter, sygeplejersker, lægesekretærer m.m.
Hjemmesiden indeholder også beskrivelser af lægemidler i Danmark, inklusiv SAD-præparater (der produceres på sygehusapoteker i Danmark og primært bruges på hospitaler) samt de mest brugte naturlægemidler. Alle teksterne revideres årligt.
Ud over de ca. 2200 præparatbeskrivelser indeholder pro.medicin.dk også
- Behandlingsvejledninger, fx antibiotikavejledning
- Omtale af lægemiddelgrupper, fx benzodiazepiner
- Præparatvalg, ved for eksemple forhøjet blodtryk
- Udvalgte sygdomsbeskrivelser, som rygerlunger og astma
- Beregnere, for eksempel overfladeberegner
- Særlige forholdsregler om patientgrupper som gravide og ammende
- Identifikation – en funktion, hvor man kan finde ud af, hvilken tablet man står med i hånden ved at indtaste dens udseende, fx præg, farve, kærv.

## Konflikt med myndighedsbekrivelse
Redaktionen bestræber sig på at informere det kliniske personale så relevant, nuanceret og opdateret som muligt. Der er derfor ikke altid fuld overensstemmelse mellem oplysningerne i medicin.dk og de myndighedsgodkendte produktresumeer.

## Armslængdeprincip for redaktionel praksis – uafhængighed?
Medicin.dk udgives af den private virksomhed Dansk Lægemiddel Information A/S (DLI), der er ejet af den danske lægemiddelindustris brancheorganisation, Lægemiddelindustriforeningen (Lif).
Medicin.dk udarbejdes efter armslængdeprincippet. Det betyder, at firmaer, myndigheder og sammenslutninger ikke kan blande sig i den redaktionelle proces. Medicin.dks ejer har ikke indflydelse på indholdet i medicin.dk. Medicin.dk har et Fagligt forretningsudvalg, der består af læger og farmaceuter. De sikrer, at indholdet på siden er evidensbaseret og gældende praksis i Danmark. I det Faglige forretningsudvalg er også chefen for Institut for Rationel Farmakoterapi, der er et Institut under Lægemiddelstyrelsen.
.
I maj 2011 indskærpede Det Faglige Forretningsudvalg for medicin.dk, "at informationerne i Medicin.dk ikke altid kan stå alene, men at man undertiden også bliver nødt til at søge informationer fra andre datakilder," og at man ville stramme op om sit samarbejde med Lægemiddelstyrelsen